# Eric de Rooij
Eric de Rooij (Hilversum, 20 oktober 1965) is onder meer schrijver van kinderboeken.
In 1993 debuteerde hij met het historisch fotoboek Hilversum van 1900 tot nu (samen met Martha Hulshof). Het boek verscheen in drie edities bij uitgeverij Van Geyt. Een jaar later schreef hij samen met Hendrik-Jan van Dijk Hilversumsche vaandels en vereenigingen (uitgeverij Verloren), een catalogus bij de vaandeltentoonstelling in het Goois Museum. Van 1997 tot 2000 was hij auteur en redacteur van Flashback, een geschiedenismethode voor de bovenbouw van havo en vwo. Voor deze methode schreef hij speciaal een deel Overzicht 20e eeuw. In totaal verschenen in de serie Flashback zes boekuitgaven.
In 2004 verscheen zijn eerste kinderboek bij uitgeverij Clavis: De drie prinsen van Serendip. Dit is een moderne bewerking van een eeuwenoud verhaal. Dit verhaal inspireerde Horace Walpole tot de term serendipity (serendipiteit): het toevallig ontdekken van dingen waar je niet naar zocht, terwijl je eigenlijk op zoek was naar iets anders.
In 2005 publiceerde hij samen met Ronny Boogaart Duiven op Bouvet - over Boudewijn Büch en Hans Warren. Bij de uitreiking van de Zeeuwse Boekenprijs 2006 won dit boek de Jan Bruijns publieksprijs, een zilveren Zeeuws meisje. Een vervolg van deze samenwerking met Boogaart is Hart van mijn land ik ben terug. Een literaire wandeling door het Zeeland van Hans Warren dat in 2007 bij uitgeverij Bas Lubberhuizen verscheen, en, vier jaar later, een literaire wandelgids door het Gooi: Het beste mijner paradijzen. Samen publiceren zij ook artikelen in het literair-historisch tijdschrift De Parelduiker. Bij uitgeverij Liverse publiceerde hij twee dichtbundels: Het eindigt zomaar ergens (2015) en Hongerklop (2018). In 2020 debuteert hij met de roman De wensvader (Uitgeverij kleine Uil), een tragikomedie over veertigers op drift en oude mensen die het leven afronden. 